# Una dona de negocis
Una dona de negocis (títol original: Rollover) és una pel·lícula dramàtica de thriller polític estatunidenca de 1981 dirigida per Alan J. Pakula i protagonitzada per Jane Fonda i Kris Kristofferson. La pel·lícula va ser nominada al premi Razzie al pitjor actor per Kristofferson. Està doblada al català.

## Argument
L'esposa del president d'una empresa petroquímica assassinat i un banquer que investiga la liquiditat del seu nou banc topen amb un esquema financer internacional que podria provocar un col·lapse econòmic mundial.

## Repartiment
- Jane Fonda com Lee Winters
- Kris Kristofferson com Hubbell Smith
- Hume Cronyn com Maxwell Emery
- Josef Sommer com Roy Lefcourt
- Jodi Long com Betsy Okamoto
- Macon McCalman com Jerry Fewster
- Martha Plimpton com Miss. Fewster
- Norman Snow com Hishan
- Paul Hecht com Khalid
- Bob Gunton com Naftari

## Recepció
La pel·lícula es va estrenar el mateix cap de setmana que Buddy Buddy i va acabar al número u amb uns 2.260.889 $ i finalment 10.851.261$ als Estats Units i Canadà. La pel·lícula va ser un fracàs de taquilla, ja que va perdre diners amb el seu pressupost de 16 milions de dòlars.
Janet Maslin, del The New York Times va qualificar la pel·lícula de "tan mal equivocada que no pot evitar captar l'atenció de l'audiència" mentre va citar el seu càsting i direcció ineficaços.